# Tyreek Hill
Tyreek Hill (* 1. März 1994 in Pearson, Georgia) ist ein US-amerikanischer American-Football-Spieler, der als Wide Receiver für die Miami Dolphins in der National Football League (NFL) spielt. Hill studierte am Garden City Community College, der Oklahoma State University und der University of West Alabama. Er wurde von den Kansas City Chiefs in der fünften Runde als 165. Spieler im NFL Draft 2016 ausgewählt, für die er bis 2021 unter Vertrag stand und den Super Bowl LIV gewann.
Von 2016 bis 2023 wurde er jedes Jahr in den Pro Bowl gewählt und beim National Football League 2010s All-Decade Team zum Punt Returner ernannt.

## Frühes Leben
Hill wurde am 1. März 1994 in Pearson im Bundesstaat Georgia geboren. Er kommt aus schwierigen Verhältnissen, seine alleinerziehende Mutter und seine Großeltern kamen mit dem Gesetz in Konflikt. Er ging in seinem Geburtsort auf die Coffee High School. Dort war er bereits als Sprinter sportlich aktiv. 2012 stellte Hill beim Georgia 5A State Meet sowohl über 100 Meter als auch über 200 Meter mit Rekordzeiten seine Leistungsfähigkeit als Läufer unter Beweis. Auf nationaler Ebene kratzte Hill mehrere Rekorde an und war im Vergleich einer der schnellsten Sprinter in den USA.

## College

### Garden City Community College
Hill begann 2013 seine Studentenlaufbahn am Garden City Community College in Kansas. Dort war er Sprinter und spielte nebenbei American Football bei den Garden City Broncbuster. Hill spielte in dieser Zeit 11 Spiele.

### Oklahoma State University
Hill wechselte 2014 an die Oklahoma State University, wo er am 30. August 2014 für die Oklahoma State Cowboys debütierte. Er konnte dort vor allem als solider Return Specialist und Runningback überzeugen. In seinem letzten Spiel für Oklahoma State, am 6. Dezember 2014, lief er einen 92-Yard-Punt-Return zum Touchdown und verhalf seinem Team damit noch zum Sieg. Die Oklahoma State University entließ ihn am 11. Dezember 2014 infolge des Vorwurfs häuslicher Gewalt gegen seine damals schwangere Freundin aus dem Team. Hill wurde im August 2015 wegen häuslicher Gewalt zu einer dreijährigen Bewährungsstrafe verurteilt. Vor Gericht hatte Hill zunächst auf unschuldig plädiert, dann jedoch eingestanden, seine Freundin gewürgt und geschlagen zu haben. Dank dieses Plädoyers wurde die Strafe zur Bewährung ausgesetzt.

### University of West Alabama
Hill bekam eine Chance von der University of West Alabama, für die dortigen Tigers zu spielen. Zunächst wollte der Headcoach Brett Gilliland ihn aufgrund der Gewalt gegen seine Freundin nicht in sein Team aufnehmen. Nach einem persönlichen Appell von Hill an den Headcoach, half dieser ihm jedoch, die Universität zu besuchen.
In seiner Karriere vor dem NFL Draft 2016 war Hills größter Erfolg ein 92-Yards Kick Return Touchdown gegen Oklahoma.

## NFL
Zu Beginn von Hills Karriere gingen Gerüchte um, dass er aufgrund seiner Verurteilung wegen häuslicher Gewalt nicht im NFL Draft 2016 gedraftet werde. Dazu kam, dass Hill nicht einmal für den NFL Combine eingeladen wurde. Die Möglichkeit, sein Können unter Beweis zu stellen, hatte er bei West Alabama’s Pro Day. Die Scouts waren von seiner Geschwindigkeit beeindruckt. Jedoch hatten ihn viele Teams bereits vom Draftboard genommen. Sein Coach war jedoch überzeugt davon, dass bereits 20 Teams Interesse zeigen würden.
| Größe                                       | Gewicht | Armlänge | Handspanne | 40-yard Dash | 10-yard split | 20-yard split | 20-yard Shuttle | Three-Cone Drill | Vertical jump | Broad jump | Bench press |
| ------------------------------------------- | ------- | -------- | ---------- | ------------ | ------------- | ------------- | --------------- | ---------------- | ------------- | ---------- | ----------- |
| 1,78 m                                      | 84 kg   | 0,77 m   | 0,20 m     | 4,29 s       | 1,50 s        | 2,51 s        | 4,06 s          | 6,53 s           | 1,03 m        | 3,28 m     | 13 reps     |
| Alle Werte stammen vom West Alabama Pro Day |         |          |            |              |               |               |                 |                  |               |            |             |

### Kansas City Chiefs
Die Kansas City Chiefs hatten im NFL Draft 2016 Hill an Stelle 165 gedraftet (5th round-pick). Er ist der erste Spieler aus West-Alabama seit 1974, der gedraftet wurde. Sein Vorgänger war Ken Hutcherson zu den Dallas Cowboys als 97th. Die Chiefs wurden für diesen Draft stark von ihren Fans kritisiert, was auf die häusliche Gewalt in Zusammenhang zu Jovan Belcher zurückging.
Während Hills Rookiesaison wurde der Vorfall der häuslichen Gewalt immer wieder aufgebracht. Da er nun im Rampenlicht stand, interessierten sich die Medien erneut dafür. Hill konnte der medialen Unruhe aber trotzen und spielte eine überragende erste Profisaison. Am Ende der Saison wurde er sogar direkt in den Pro Bowl und in das All-Pro-Team gewählt.

#### 2016
Am 17. Mai 2016 ließen die Chiefs Hill einen 4-Jahres-Vertrag unterschreiben, welcher ein Volumen von $2.58 Millionen hatte. Dieser beinhaltete $100.000 als garantierte Zahlung und $70.000 Unterschriftsbonus. Hill begann 2016 die Saison als Punt-Returner, Kick-Returner und als 4th Wide Receiver hinter Veteranen wie Jeremy Maclin, Chris Conley und Albert Wilson.
Er wurde am Ende der Saison zum 2017 Pro Bowl als Return Specialist ernannt. Am 6. Januar 2017 wurde Hill in das All-Pro-Team als Punt Returner ernannt. Er wurde auch in das NFL All-Rookie Team der Saison 2016 berufen. Hill wurde von den Spielern auf Position 36 der NFL Top 100 Players of 2017 gewählt.

#### 2017
Die Chiefs beendeten die Saison 2017 in der oberen Hälfte der Tabelle der AFC West mit 10–6 und schafften es in die Playoffs. Bei einer knappen 22:21-Niederlage gegen die Tennessee Titans in der Wild Card Round erreichte Hill sieben Receptions über 87 Yards und einen 14-Yard Rush. Er wurde zu seinem zweiten Pro Bowl als Return Specialist der AFC ernannt. Hill wurde an Position 40 der NFL Top 100 Players of 2018 gewählt.

#### 2018
In der Saison 2018 brachte es Tyreek Hill wieder in die NFL Top 100 auf Rang 40. In der regulären Saison schnitt Hill mit den Chiefs 12–4 ab. Im Spiel um die AFC Championship verloren die Chiefs knapp mit 37–31 (OT) gegen die New England Patriots, die daraufhin auch den Super Bowl gewannen. Auch für diese Leistung wurde Hill für den Pro Bowl ernannt.

#### 2019
Hill startete mit einer Schulterverletzung im ersten Spiel gegen die Jacksonville Jaguars in die Saison 2019. Ein vier- bis sechswöchiger Ausfall wurde erwartet. Am 15. Mai 2019 gab der Kansas City Star bekannt, dass Hill sich in Polizeigewahrsam befände, da er dem mittlerweile dreijährigen Sohn seiner Verlobten Crystal Espinal einen Arm gebrochen habe. Am 25. April gab das Johnson County bekannt, dass weder Hill noch Espinal für Kindesmissbrauch verurteilt würden, da nicht geklärt werden könne, wer dem Kind den Armbruch zugefügt habe. Während der Nacht des NFL Draft 2019 veröffentlichte die Kansas City TV Station eine Aufnahme eines Gespräches zwischen Hill, seiner Verlobten Espinal und dem gemeinsamen Kind, in der von beiden besprochen wird, dass Hill den Arm gebrochen haben soll. Daraufhin nahm die Staatsanwaltschaft die Untersuchungen wegen Kindesmissbrauchs wieder auf. Im Anschluss wurde Hill ab dem nächsten Morgen von allen Teamaktivitäten der Chiefs ausgeschlossen. Kurz darauf, am 7. Juni 2019, wurde das Verfahren gegen Hill und Espinal erneut eingestellt. Am 19. Juni 2019 gab die NFL bekannt, dass Hill nicht von der Liga suspendiert wird.
Die Chiefs beendeten die reguläre Saison erneut mit 12–4. Sie waren im AFC Championship Game mit einem 35:24 gegen die Tennessee Titans erfolgreich und gewannen darauf mit 31:20 gegen die San Francisco 49ers den Super Bowl LIV. Hill trug zu diesen Erfolgen maßgeblich bei und wurde erneut in den Pro Bowl berufen.

#### 2020
In der Saison 2020 erreichte Hill mit den Chiefs eine Bilanz von 14–2 in der Regular Season. Nach einem Sieg im AFC Championship Game gegen die Buffalo Bills verloren die Chiefs deutlich im Super Bowl LV gegen die Tampa Bay Buccaneers. Auch hier wurde Hill in den Pro Bowl gewählt.

#### 2021
In der Saison 2021 erreichte Hill mit den Chiefs das AFC Championship Game, das sie mit 24:27 nach Overtime gegen die Cincinnati Bengals verloren. Die Bengals unterlagen anschließend im Super Bowl LVI den Los Angeles Rams mit 23:20.

### Miami Dolphins

#### 2022
Am 23. März 2022 gaben die Chiefs Hill infolge gescheiterter Verhandlungen um eine Vertragsverlängerung vorbehaltlich eines Medizinchecks im Austausch gegen einen Erstrundenpick, einen Zweitrundenpick und einen Viertrundenpick 2022 sowie einen Viertrundenpick und einen Fünftrundenpick 2023 an die Miami Dolphins ab. Daraufhin einigte Hill sich mit den Dolphins auf einen Vierjahresvertrag im Wert von 120 Millionen US-Dollar, was ihn zum damaligen Zeitpunkt zum bestbezahlten Wide Receiver der NFL machte.

#### 2023
In Woche 1 gegen die Los Angeles Chargers fing Hill 11 Pässe für 215 Yards und zwei Touchdowns bei einem 36:34-Sieg. In Woche 3 fing Hill sieben Pässe für 157 Yards und einen Touchdown bei einem historischen 70:20-Sieg gegen die Denver Broncos. In Woche 8 wurde Hill zum ersten Spieler in der Super-Bowl-Ära (seit 1967), welcher es schaffte, innerhalb der ersten 8 Wochen über 1000 Receiving Yards zu erlaufen. Zuvor hielt Torry Holt den Rekord, mit 978 Yards in 2003.

## Erfolge
Hill wurde zwischen 2016 und 2023 in jedem Jahr seiner Karriere in den Pro Bowl gewählt und fünfmal in das NFL-All-Pro-Team. Er schaffte es mit den Chiefs zweimal in den Super Bowl und gewann diesen im Jahr 2020. Im folgenden Jahr erreichte er mit seiner Mannschaft wiederum das Endspiel, hier mussten sich die Chiefs aber den Tampa Bay Buccaneers geschlagen geben.

## Collegestatistiken
|                               |      |                                             | Spiele | Receiving | Receiving | Receiving | Receiving | Rushing | Rushing | Rushing | Rushing | Rushing | Rushing |
| College                       | Jahr | Conference                                  | G      | Rec       | Yds       | Avg       | TD        | Rush    | Gain    | Loss    | Net     | AVG     | TD      |
| ----------------------------- | ---- | ------------------------------------------- | ------ | --------- | --------- | --------- | --------- | ------- | ------- | ------- | ------- | ------- | ------- |
| Garden City Community College | 2013 | Kansas Jayhawk Community College Conference | 11     | 35        | 713       | 20,09     | 5         | 66      | 390     | 1       | 389     | 5,9     | 2       |
| Oklahoma State University     | 2014 | Big 12                                      | 12     | 31        | 281       | 9,1       | 1         | 102     | 534     | -       | 534     | 5,2     | 1       |
| University of West Alabama    | 2015 | Gulf South                                  | 11     | 27        | 444       | 16,44     | 3         | 25      | 254     | 17      | 237     | 9,5     | 1       |

Quellen: NJCAA, sports-reference.com, uwaathletics.com

## NFL-Karrierestatistiken

### Regular Season
| 2016                               | Chiefs           | 16  | 1   | 61  | 593   | 9,7  | 6  | 49 | 24  | 267 | 3 | 70 | 11,1 | 4  | 0 | 12 |
| 2017                               | Chiefs           | 15  | 13  | 75  | 1183  | 15,8 | 7  | 79 | 17  | 59  | 0 | 16 | 3,5  | 2  | 0 | 8  |
| 2018                               | Chiefs           | 16  | 16  | 87  | 1479  | 17,0 | 12 | 75 | 22  | 151 | 1 | 33 | 6,9  | 0  | 0 | 14 |
| 2019                               | Chiefs           | 12  | 12  | 58  | 860   | 14,8 | 7  | 57 | 8   | 23  | 0 | 5  | 2,9  | 0  | 0 | 7  |
| 2020                               | Chiefs           | 15  | 15  | 87  | 1276  | 14,7 | 15 | 75 | 13  | 123 | 2 | 32 | 9,5  | 1  | 1 | 17 |
| 2021                               | Chiefs           | 17  | 16  | 111 | 1239  | 11,2 | 9  | 75 | 9   | 96  | 0 | 33 | 10,7 | 2  | 0 | 9  |
| 2022                               | Dolphins         | 17  | 17  | 119 | 1710  | 14,4 | 7  | 64 | 7   | 32  | 1 | 10 | 4,6  | 1  | 0 | 9  |
| 2023                               | Dolphins         | 16  | 16  | 119 | 1799  | 15,1 | 13 | 78 | 6   | 15  | 0 | 14 | 2,5  | 1  | 0 | 13 |
| 2024                               | Dolphins         | 17  | 17  | 81  | 959   | 11,8 | 6  | 80 | 8   | 53  | 0 | 16 | 6,6  | 0  | 0 | 6  |
| Gesamte Karriere                   | Gesamte Karriere | 141 | 123 | 798 | 11098 | 13,9 | 82 | 80 | 114 | 819 | 7 | 70 | 7,2  | 11 | 1 | 95 |
| Quelle: pro-football-reference.com |                  |     |     |     |       |      |    |    |     |     |   |    |      |    |   |    |

### Postseason
| 2016                               | Chiefs   | 1  | 0  | 4  | 27   | 6,8  | 0 | 9  | 3  | 18 | 0 | 8  | 6,0  | 0 | 0 |
| 2017                               | Chiefs   | 1  | 1  | 7  | 87   | 12,4 | 0 | 45 | 1  | 14 | 0 | 14 | 14,0 | 0 | 0 |
| 2018                               | Chiefs   | 2  | 2  | 9  | 114  | 12,7 | 0 | 42 | 1  | 36 | 1 | 36 | 36,0 | 1 | 1 |
| 2019                               | Chiefs   | 3  | 3  | 17 | 213  | 12,5 | 2 | 44 | 2  | 11 | 0 | 7  | 5,5  | 1 | 2 |
| 2020                               | Chiefs   | 3  | 3  | 24 | 355  | 14,8 | 0 | 71 | 4  | 14 | 0 | 5  | 3,5  | 0 | 0 |
| 2021                               | Chiefs   | 3  | 3  | 23 | 285  | 12,4 | 3 | 64 | 1  | -2 | 0 | 0  | -2,0 | 0 | 3 |
| 2022                               | Dolphins | 1  | 1  | 7  | 69   | 9,9  | 0 | 19 | 2  | 5  | 0 | 8  | 2,5  | 0 | 0 |
| 2023                               | Dolphins | 1  | 1  | 5  | 62   | 12,4 | 1 | 53 | 0  | 0  | 0 | 0  | 0    | 0 | 1 |
| Karriere                           | Karriere | 15 | 14 | 96 | 1212 | 12,6 | 6 | 71 | 14 | 96 | 1 | 36 | 6,9  | 2 | 7 |
| Quelle: pro-football-reference.com |          |    |    |    |      |      |   |    |    |    |   |    |      |   |   |